# Клаудија Лош
Клаудија Лош (Херне, 10. јануар 1960) бивша је западнонемачка атлетичарка која се такмичила у бацању кугле, олимпијска победница Игара 1984. а на следеим 1988. завршила је као пета. Била је и светска првакиња у дворани 1989. и трострука првакиња Европе у дворани 1986. 1988 и 1990.
Кох је девет пута заредом освојил немачко првенство на отвортеном од 1982. до 1990. Немачко првенство у дворани освојила је 5 пута: 1983, 1984, 1987, 1988. и 1989. године.
Године 1992. завршила је спортску каријеру и почела да се бави офталмологијом..

## Значајнији резултати
| Год. | Такмичење                    | Место                         | Пл. | Резултат | Бел. |
| ---- | ---------------------------- | ----------------------------- | --- | -------- | ---- |
| 1983 | Светско првенство            | Хелсинки, Финска              | 7.  | 19,72 м  |      |
| 1984 | Европско првенство у дворани | Гетеборг, Шведска             |     | 20,23 м  |      |
| 1984 | Олимпијске игре              | Лос Анђелес, САД              |     | 20.48 м  |      |
| 1985 | Европско првенство у дворани | Атина, Грчка                  |     | 20,59 м  |      |
| 1986 | Европско првенство у дворани | Мадрид, Шпанија               |     | 20,48 м  |      |
| 1986 | Европско првенство           | Штутгарт, Западна Немачка     | 4.  | 20,54 м  |      |
| 1987 | Светско првенство у дворани  | Индијанаполис, САД            |     | 20,14 м  |      |
| 1987 | Светско првенство            | Рим, Италија                  | 4.  | 20,73 м  |      |
| 1988 | Европско првенство у дворани | Будимпешта, Мађарска          |     | 20,39 м  |      |
| 1988 | Олимпијске игре              | Сеул, Јужна Кореја            | 5.  | 20,27 м  |      |
| 1989 | Светско првенство у дворани  | Будимпешта, Мађарска          |     | 20,45 м  |      |
| 1990 | Европско првенство у дворани | Глазгов, Уједињено Краљевство |     | 20,64 м  |      |
| 1990 | Европско првенство           | Сплит, Југославија            | 4.  | 19,92 м  |      |
| 1991 | Светско првенство            | Токио, Јапан                  | 4.  | 19,74 м  |      |